# کفره
کفره (به عربی: الکفرة) یک منطقهٔ مسکونی در لیبی است که در استان کفره واقع شده‌است.